# 後愛

## 解説
- 後愛  （フエ）はオム・ジョンファ の3枚目のオリジナルアルバム。1997年3月20日にene mediaよりリリースされた。
- 日本人がエンジニアに関わっており、マスタリングも日本で行われた。

## 収録曲
1. 泥酔紀行期
2. 裏切りの薔薇
3. ミステリー (Rap by Bobby Kim)
4. 危険な変身 (Rap by Bobby Kim)
5. 後愛
6. 三者体面
7. 別れの予感 (Rap by Bobby Kim)
8. スキャンダル
9. たやすい別れ